# Hölching
Hölching ist ein Ortsteil der Gemeinde Dietramszell in Oberbayern im Landkreis Bad Tölz-Wolfratshausen.

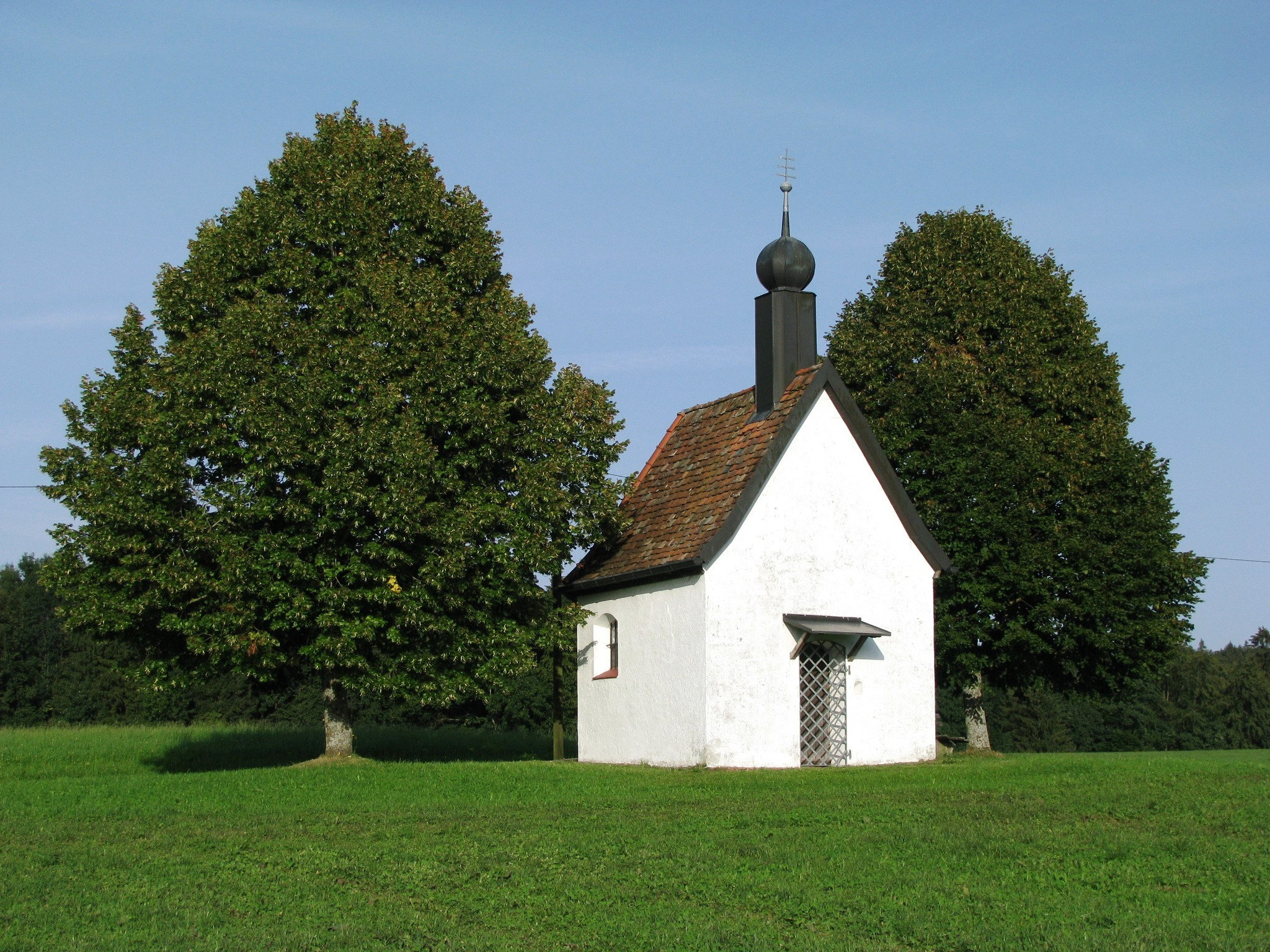
Wegkapelle in der Flur Hölching

## Geografie
Die Einöde liegt in der Region Bayerisches Oberland in der voralpenländischen Moränenlandschaft etwa vier Kilometer nordwestlich von Dietramszell auf 722 m über NN. Die Einöde liegt in der Gemarkung Föggenbeuern.

## Einwohner
1871 wohnten im Ort 22 Personen, bei der Volkszählung 1987 wurden zwölf Einwohner registriert.

## Gebietsreform in Bayern
Die Einöde gehörte zu Föggenbeuern, das sich am 1. Januar 1972 mit Baiernrain, Dietramszell, Linden und Manhartshofen zusammenschloss.
Als Namen für die neue Gemeinde bestimmte die Bürger-Mehrheit Dietramszell.

## Baudenkmäler
Unter Denkmalschutz steht eine Wegkapelle in der Flur Öd bei Hölching, erbaut 1634.
Siehe: Eintrag in der Denkmalliste.